# Podmilesy
Podmilesy (německy Pöllma) jsou zaniklá vesnice v okrese Chomutov. Nacházela se asi 5,5 km severně od Klášterce nad Ohří v nadmořské výšce 700 m. Zanikla vysídlením v roce 1967. Dosud existuje katastrální území Podmilesy s rozlohou 2,72 km². Podle vesnice se jmenuje přírodní památka Podmilesy v údolí Podmileského potoka mezi Domašínem a Louchovem.

## Název
Název vesnice může být odvozen ze spojení podemleté lesy, ale také ze středohornoněmeckého výrazu bodem-lins ve významu stateček. V průběhu dějin se vyskytoval ve tvarech Pedmles, Podmiles, Podmole, Podemla nebo Pöllma.

## Historie
První písemná zmínka o vesnici pochází z roku 1431. Tehdy se bratři Vilém a Aleš ze Šumburka dělili o majetek a Podmilesy připadly Vilémovi. Roku 1449 koupil panství hradu Šumburk Vilém z Ilburka, od kterého jej v roce 1454 získali Fictumové, majitelé kláštereckého panství.
Po třicetileté válce ve vsi podle berní ruly z roku 1654 žilo sedmnáct poddaných: jeden sedlák, jedenáct chalupníků a pět rodin bez pozemků. Sedláci a chalupníci dohromady obhospodařovávali 63,2 strychů půdy. Měli čtrnáct potahů, 29 krav, 38 jalovic, tři ovce, jedno prase a 25 koz. Na málo úrodných polích se pěstovalo žito, ale hlavním zdrojem obživy byl chov dobytka a výroba příze. K vesnici patřil také mlýn u Podmileského potoka, který stával asi 600 metrů jihovýchodně od vsi, a hostinec Zum Sandberg (Písečná hora).

## Obyvatelstvo
Při sčítání lidu v roce 1921 zde žilo 225 obyvatel (z toho 111 mužů), z nichž bylo 223 Němců a dva cizinci. Kromě dvou evangelíků patřili k římskokatolické církvi. Podle sčítání lidu z roku 1930 měla vesnice 192 obyvatel německé národnosti a římskokatolického vyznání.
Roku 1951 žilo v Podmilesích šestnáct obyvatel, ale o tři roky později, v roce 1954, to bylo už jen deset lidí.
|           | 1869 | 1880 | 1890 | 1900 | 1910 | 1921 | 1930 | 1950 | 1961 |
| --------- | ---- | ---- | ---- | ---- | ---- | ---- | ---- | ---- | ---- |
| Obyvatelé | 218  | 197  | 194  | 207  | 237  | 225  | 192  | 12   | 2    |
| Domy      | 34   | 35   | 35   | 37   | 36   | 35   | 35   | 36   | .    |

## Obecní správa
Po zrušení poddanství Podmilesy patřily do okresu Přísečnice, ale při sčítání lidu roku 1868 byly osadou obce Petlery v okrese Kadaň. Při sčítání lidu v roce 1880 byly uvedeny jako obec a roku 1906 se vrátily do přísečnického okresu, ve kterém zůstaly až do roku 1945, kdy byly přeřazeny do okresu Vejprty. V roce 1949 se vesnice stala částí obce Domašín a spolu s ním byla přičleněna k matričnímu obvodu Přísečnice, ale na žádost domašínského místního národního výboru byla od roku 1951 převedena k matričnímu obvodu Klášterec nad Ohří. Podmilesy zanikly vysídlením a od 1. dubna 1967 byly úředně zrušeny.